# Žamberk (nádraží)
Žamberk je železniční stanice v jižní části stejnojmenného města v okrese Ústí nad Orlicí v Pardubickém kraji nedaleko řeky Divoká Orlice. Leží na neelektrifikované jednokolejné trati Týniště nad Orlicí – Letohrad.

## Historie
Stanice byla otevřena 10. ledna 1874 společností Rakouská severozápadní dráha (ÖNWB), která zprovoznila svou trať z Hradce Králové do Lichkova, 10. října téhož roku byla dokončena spojka na nové nádraží z Ústí nad Orlicí, ležící na trati mezi Prahou a Olomoucí, do Letohradu. 15. října 1875 ÖNWB stavebně prodloužila trať přes hranici do Pruska. Autorem univerzalizované podoby stanic pro celou dráhu byl architekt Carl Schlimp. Trasa byla výsledkem snahy o propojení železniční sítě ÖNWB severovýchodním směrem.
Po zestátnění ÖNWB v roce 1908 pak obsluhovala stanici jedna společnost, Císařsko-královské státní dráhy (kkStB), po roce 1918 pak správu přebraly Československé státní dráhy. 

## Popis
Nachází se zde tři nekrytá jednostranná nástupiště, k příchodu k vlakům slouží přechody přes koleje. Z nádraží odbočuje jedna nákladní vlečka.